# 이 힐러, 귀찮아

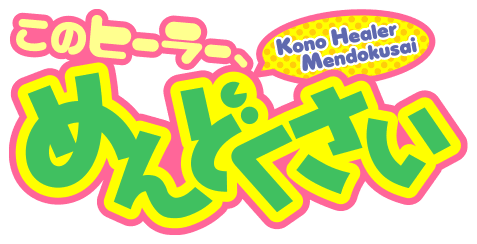

《이 힐러, 귀찮아》(일본어: このヒーラー、めんどくさい)는 단넨 니 핫코(일본어: 丹念に發酵)가 그린 일본의 만화이다. 〈니코니코 시즈카〉 말고도 〈Comic Walker〉와 〈월간 코믹 플래퍼〉(둘 다 KADOKAWA 소속)에서 연재되고 있다. 〈월간 코믹 플래퍼〉에서는 2020년 11월호부터 연재가 개시되어 〈Comic Walker〉에서 옮겨온 것으로 본다. 낱권책을 일본에서는 KADOKAWA가, 대한민국에서는 대원씨아이가 출간하고 있다. 애니메이션은 주몬도(일본어: 寿門堂)에서 만들어 AT-X 등에서 2022년 4월 10일부터 6월 26일까지 방영되었다.

## 개요
모험가 앨빈과 검은 피부의 요정 카라, 그리고 버섯이 벌이는 이야기이다.

## 등장인물
- 카라(프랑스어: Carla 카를라[*])(성우: 오니시 아구리)

여자 주인공으로, 검은 피부의 요정으로 요정 나이로는 일흔두 살(사람의 나이로는 열네~열다섯 살)이다. 스스로 힐러(영어: Healer → '치유사')라 부르며, 생각한 것을 바로 말한다.
- 앨빈(영어: Alvin)(성우: 사토 타쿠야)

남자 주인공으로, 모험가로 나이는 서른 살이다. 갑옷을 입고 있어 좀처럼 얼굴을 드러내지 않는다.
- 키노코(일본어: キノコ '버섯')[오르테가이아(일본어: オルテガイア)](성우: 토마리 아스나)

버섯형 마물로, 나이는 백 살 안팎이다. 상식인으로 스스로를 사랑받는 마스코트(행운을 부르는 존재)라 부르며 먹을 수 있다(?)고 한다. 늘 짐을 실은 배낭을 메고 있다.

## 방영 목록
| 회차         | 소제목                             | 방송 일자       |
| ------------ | ---------------------------------- | --------------- |
| 1화          | 마물과 몬스터가 판치는 세계에서... | 2022년 4월 10일 |
| 2화          | 힐러인 카라와 함께….               | 2022년 4월 17일 |
| 3화          | 우연히 마주친 버섯 몬스터….        | 2022년 4월 24일 |
| 4화          | 첫 던전에 도전….                   | 2022년 5월 1일  |
| 5화          | 뜻밖의 정체….                      | 2022년 5월 8일  |
| 6화          | 지독한 사건….                      | 2022년 5월 15일 |
| 7화          | 마리아 데스프레임….                | 2022년 5월 22일 |
| 8화          | 마리아의 여동생….                  | 2022년 5월 29일 |
| 9화          | 잠에서 깨어난 메두사….             | 2022년 6월 5일  |
| 10화         | 새로운 고정출연 멤버….             | 2022년 6월 12일 |
| 11화         | 수수께끼의 보물 상자….             | 2022년 6월 19일 |
| 마지막화(12) | 사상 최강의 적….                   | 2022년 6월 26일 |